# 114705 Tamayo
114705 Tamayo è un asteroide della fascia principale. Scoperto nel 2003, presenta un'orbita caratterizzata da un semiasse maggiore pari a 2,9307159 au e da un'eccentricità di 0,0711699, inclinata di 9,77026° rispetto all'eclittica.